# Jonathan Palmer
Jonathan Palmer (Londen, 7 november 1956) is een voormalige Britse Formule 1-coureur.

## Carrière
Palmer studeerde op het Brighton College. Hij won de British F3 in 1981 en het Formula 2-kampioenschap in 1983. Hij maakte zijn debuut op 25 september 1983. Hij reed in totaal 88 Grand Prix met als beste resultaat een vierde plek. Hij behaalde in totaal veertien punten en in 1987 won hij de Jim Clark Cup voor coureurs zonder turbomotor.
Na zijn racecarrière heeft Palmer in 1993 even als BBC-commentator gewerkt, toen James Hunt onverwachts stierf aan een hartaanval.
Jonathan Palmer is de man achter de raceklasse Formule Palmer Audi. Hij heeft ook een bedrijf genaamd MotorSport Vision. Het bedrijf bezit enkele racecircuits, zoals Brands Hatch, Snetterton Motor Racing Circuit en Oulton Park Circuit.
Twee zoons van Palmer, Jolyon en Will, zijn eveneens autocoureurs geworden, waarbij Jolyon in 2016 en 2017 ook uitkwam in de Formule 1.

## Formule 1-resultaten
| Kleur  | Resultaat                       |
| ------ | ------------------------------- |
| Goud   | Winnaar                         |
| Zilver | Tweede plaats                   |
| Brons  | Derde plaats                    |
| Groen  | Gefinisht (punten behaald)      |
| Blauw  | Gefinisht (geen punten behaald) |
| Blauw  | Niet geklasseerd (NC)           |
| Paars  | Uitgevallen (DNF)               |
| Rood   | Niet gekwalificeerd (DNQ)       |

| Kleur  | Resultaat                              |
| ------ | -------------------------------------- |
| Zwart  | Gediskwalificeerd (DSQ)                |
| Wit    | Niet gestart (DNS)                     |
| Blanco | Gewond (INJ)                           |
| Blanco | Uitgesloten (EX)                       |
| Blanco | Teruggetrokken (WD) / Niet deelgenomen |
| P      | Poleposition                           |
| S      | Snelste ronde                          |

| Jaar | Team                        | Chassis        | Motor              | 1       | 2       | 3       | 4       | 5      | 6        | 7       | 8       | 9       | 10      | 11      | 12      | 13      | 14      | 15      | 16      | Positie | Punten |
| ---- | --------------------------- | -------------- | ------------------ | ------- | ------- | ------- | ------- | ------ | -------- | ------- | ------- | ------- | ------- | ------- | ------- | ------- | ------- | ------- | ------- | ------- | ------ |
| 1983 | TAG Williams Team           | Williams FW08C | Cosworth V8        | BRA     | VSW     | FRA     | SMR     | MON    | BEL      | VSO     | CAN     | GBR     | DUI     | OOS     | NED     | ITA     | EUR 13  | ZAF     |         | -       | 0      |
| 1984 | Skoal Bandit RAM Racing     | RAM 01         | Hart 4-in-lijn     | BRA 8   | ZAF DNF |         |         |        |          |         |         |         |         |         |         |         |         |         |         | -       | 0      |
| 1984 | Skoal Bandit RAM Racing     | RAM 02         | Hart 4-in-lijn     |         |         | BEL 10  | SMR 9   | FRA 13 | MON DNQ  | CAN     | VSO DNF | DAL DNF | GBR DNF | DUI DNF | OOS 9   | NED 9   | ITA DNF | EUR DNF | POR DNF | -       | 0      |
| 1985 | West Zakspeed Racing        | Zakspeed 841   | Zakspeed 4-in-lijn | BRA     | POR DNF | SMR DNF | MON 11  | CAN    | VSO      | FRA DNF | GBR DNF | DUI DNF | OOS DNF | NED DNF | ITA     | BEL     | EUR     | ZAF     | AUS     | -       | 0      |
| 1986 | West Zakspeed Racing        | Zakspeed 861   | Zakspeed 4-in-lijn | BRA DNF | SPA DNF | SMR DNF | MON 12  | BEL 13 | CAN DNF  | VSO 8   | FRA DNF | GBR 9   | DUI DNF | HON 10  | OOS DNF | ITA DNF | POR 12  | MEX 10  | AUS 9   | -       | 0      |
| 1987 | Data General Team Tyrrell   | Tyrrell DG016  | Cosworth V8        | BRA 10  | SMR DNF | BEL DNF | MON 5   | VSO 11 | FRA 7    | GBR 8   | DUI 5   | HON 7   | OOS 14  | ITA 14  | POR 10  | SPA DNF | MEX 7   | JPN 8   | AUS 4   | 11      | 71     |
| 1988 | Tyrrell Racing Organisation | Tyrrell 017    | Cosworth V8        | BRA DNF | SMR 14  | MON 5   | MEX DNQ | CAN 6  | VSO 5    | FRA DNF | GBR DNF | DUI 11  | HON DNF | BEL 12  | ITA DNQ | POR DNF | SPA DNF | JPN 12  | AUS DNF | 14      | 5      |
| 1989 | Tyrrell Racing Organisation | Tyrrell 017B   | Cosworth V8        | BRA 7   |         |         |         |        |          |         |         |         |         |         |         |         |         |         |         | 25      | 2      |
| 1989 | Tyrrell Racing Organisation | Tyrrell 018    | Cosworth V8        |         | SMR 6   | MON 9   | MEX DNF | VST 9  | CAN DNFS | FRA 10  | GBR DNF | DUI DNF | HON 13  | BEL 14  | ITA DNF | POR 6   | SPA 10  | JPN DNF | AUS DNQ | 25      | 2      |

1 Eerste plek in de Jim Clark Cup (ongeblazen motoren).